# Шелокта (Пенсільванія)
Шелокта (англ. Shelocta) — місто (англ. borough) в США, в окрузі Індіана штату Пенсільванія. Населення — 102 особи (2020).

## Географія
Шелокта розташована за координатами 40°39′23″ пн. ш. 79°18′1″ зх. д. / 40.65639° пн. ш. 79.30028° зх. д. (40.656274, -79.300286).  За даними Бюро перепису населення США в 2010 році місто мало площу 0,27 км², з яких 0,27 км² — суходіл та 0,00 км² — водойми.

## Демографія
Згідно з переписом 2010 року, у селищі мешкало 130 осіб у 55 домогосподарствах у складі 34 родин. Густота населення становила 478 осіб/км².  Було 63 помешкання (232/км²).
Расовий склад населення:
| - 93,8 % — білих |

До двох чи більше рас належало 6,2 %. Частка іспаномовних становила 0,0 % від усіх жителів.
За віковим діапазоном населення розподілялося таким чином: 22,3 % — особи молодші 18 років, 66,9 % — особи у віці 18—64 років, 10,8 % — особи у віці 65 років та старші. Медіана віку мешканця становила 35,0 року. На 100 осіб жіночої статі у селищі припадало 100,0 чоловіків;  на 100 жінок у віці від 18 років та старших — 102,0 чоловіків також старших 18 років.
Середній дохід на одне домашнє господарство  становив 46 846 доларів США (медіана — 32 083), а середній дохід на одну сім'ю — 55 245 доларів (медіана — 38 333). За межею бідності перебувало 16,6 % осіб, у тому числі 20,9 % дітей у віці до 18 років та 0,0 % осіб у віці 65 років та старших.
Цивільне працевлаштоване населення становило 73 особи. Основні галузі зайнятості: виробництво — 19,2 %, освіта, охорона здоров'я та соціальна допомога — 16,4 %, сільське господарство, лісництво, риболовля — 12,3 %, роздрібна торгівля — 9,6 %.